# País, País
País, País, também designado Teleregiões, foi um programa de informação da RTP1, surgido em 1978, apresentado por Raul Durão, entre outros jornalistas como José Côrte-Real, Pedro Mariano e Corte Real, e António Luiz Rafael. Seu foco era nos factos que acontecem no território português, em particular nos problemas das populações. Para isto, contava com o apoio das delegações e centros regionais da RTP em Portugal.
Alguns de seus programas tiveram grande repercussão nacional. Sucedido pelo Regiões e o Portugal em Direto.